# ホンダ・ジーニア
ジーニア（GIENIA、竞瑞）は、東風ホンダが生産・販売していた中国市場専用のファストバック型5ドアハッチバックセダン。

## 概要
2014年の北京モーターショーで発表されたコンセプトカー「Concept B」の市販モデル。 
アジア市場向け小型4ドアノッチバックセダンである既存の4代目（GM6型）シティ（日本名・グレイス、中国名・グレイズ）を基にBピラー以降のリアセクションをファストバッククーペ風の5ドアハッチバックセダンに改めた車種であり、これを東風ホンダは「クロスオーバーハッチバック」と呼称している
。

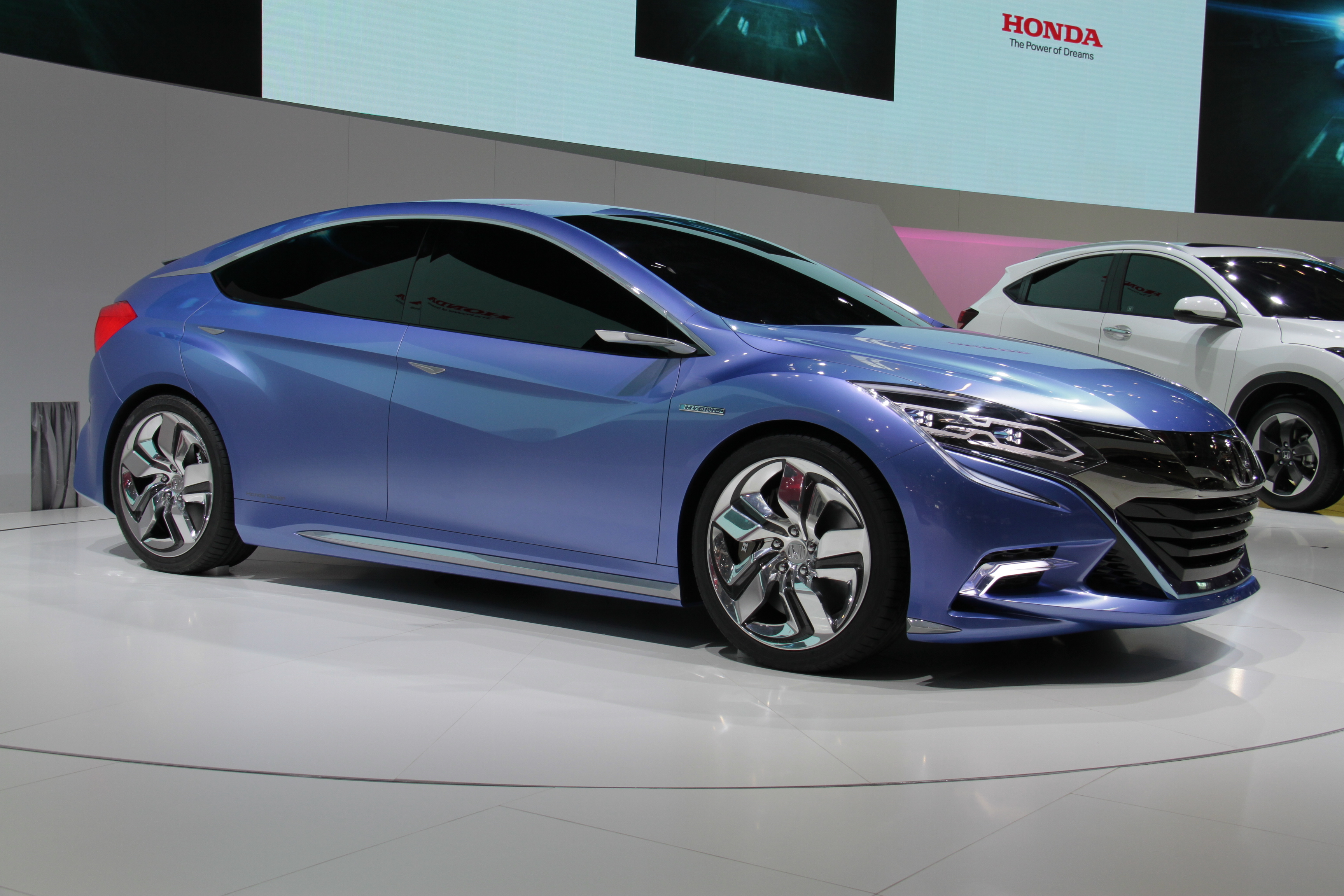
Concept B

## グレード
5つのグレードが販売されていた。

### 豪华版
风尚版の装備に加え、ブラインドスポットモニター、メッキドアハンドル、電動格納ミラーなどが追加された最上級グレード。価格は12万7,900元(約200万円)

### 风尚版
舒适版の装備に加え、デイライト、インテリジェントキー、16インチアルミホイール、オートエアコン、革巻きステアリングなどが追加されたグレード。価格は12万2,900元(約190万円)

### 舒适版
经典自动版の装備に加え、15インチアルミホイール、フォグランプ、サンルーフ、室内灯などが追加された中間グレード。価格は10万9,900元(約170万円)

### 经典自动版
经典手动版の装備に加え、ECON(エコモード)、USBソケットが追加されたグレード。価格は9万9,900元(約150万円)

### 经典手动版
MTのエントリーグレード。サイドカーテンエアバッグ、助手席シートベルト未装着警報、VSAなどの安全装備や、フォグランプ、スモークガラスなどが省かれている。価格は8万9,900元(約140万円)